# Les Villards-sur-Thônes
Les Villards-sur-Thônes sont une commune française située dans le département de la Haute-Savoie, en région Auvergne-Rhône-Alpes.

## Géographie

### Topographie
Le village se trouve dans la vallée du Nom, entre le mont Lachat au nord-ouest et le plateau de Beauregard au sud-est.

### Communes limitrophes
La Clusaz, Entremont, Saint-Jean-de-Sixt, Thônes.

### Situation
Annecy: 25 km ;
Genève: 52 km.

## Urbanisme

### Typologie
Au 1er janvier 2024, Les Villards-sur-Thônes sont catégorisés petite ville, selon la nouvelle grille communale de densité à sept niveaux définie par l'Insee en 2022.
Ils appartiennent à l'unité urbaine de Thônes, une agglomération intra-départementale regroupant quatre  communes, dont ils sont une commune de la banlieue,,. La commune est en outre hors attraction des villes,.

### Occupation des sols
L'occupation des sols de la commune, telle qu'elle ressort de la base de données européenne d’occupation biophysique des sols Corine Land Cover (CLC), est marquée par l'importance des forêts et milieux semi-naturels (72,6 % en 2018), en diminution par rapport à 1990 (73,4 %). La répartition détaillée en 2018 est la suivante : 
forêts (47,6 %), espaces ouverts, sans ou avec peu de végétation (17,2 %), prairies (12,7 %), zones agricoles hétérogènes (11,4 %), milieux à végétation arbustive et/ou herbacée (7,8 %), zones urbanisées (3,4 %).
L'IGN met par ailleurs à disposition un outil en ligne permettant de comparer l’évolution dans le temps de l’occupation des sols de la commune (ou de territoires à des échelles différentes). Plusieurs époques sont accessibles sous forme de cartes ou photos aériennes : la carte de Cassini (XVIIIe siècle), la carte d'état-major (1820-1866) et la période actuelle (1950 à aujourd'hui).

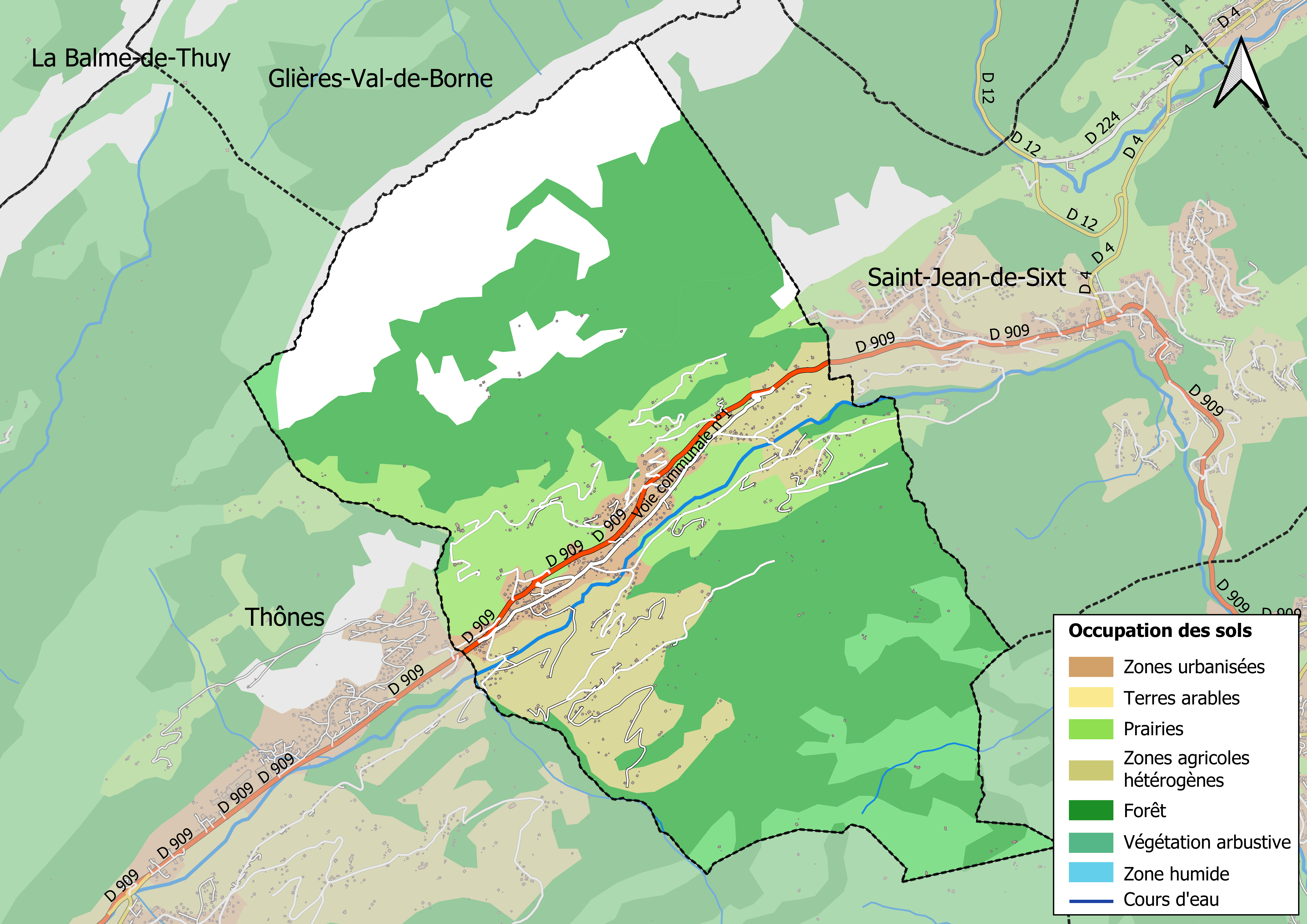
Carte des infrastructures et de l'occupation des sols en 2018 (CLC) de la commune.
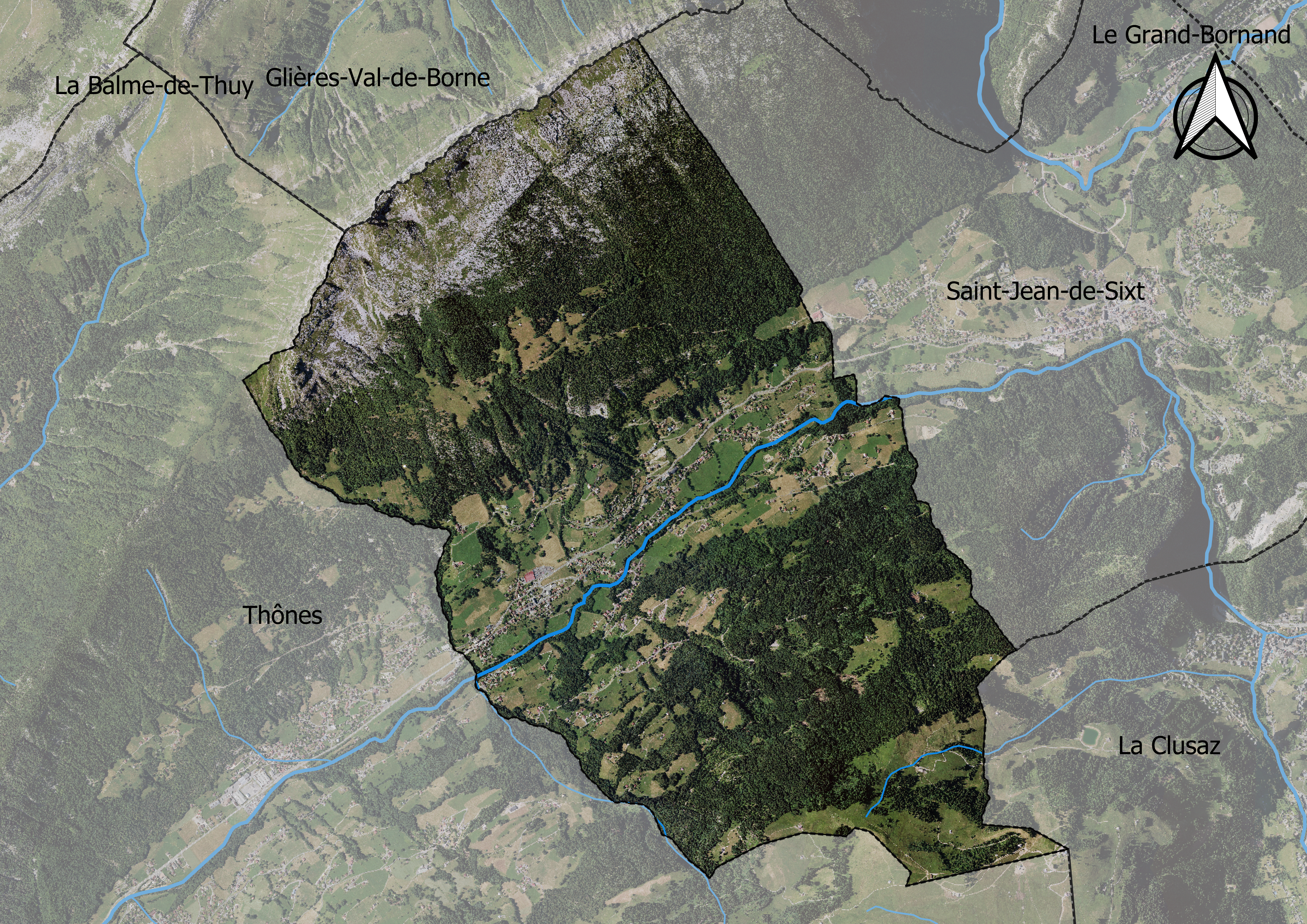
Carte orthophotogrammétrique de la commune.

## Toponymie
On trouve la forme Villari sur le cartulaire de l'abbaye de Talloires de la fin du XIIe siècle-début du XIIIe siècle.
En francoprovençal, le nom de la commune s'écrit Lou Vlâr , selon la graphie de Conflans.

## Histoire
La paroisse des Villards-sur-Thônes a été créée en 1695 avec comme patron Saint Laurent et a été formée par le regroupement de plusieurs hameaux de la paroisse de Thônes. En langage savoyard et francoprovençal, le terme « villard » signifie « village », « hameau ».

## Politique et administration

### Situation administrative
Attachée à l'ancien canton de Thônes, la commune appartient depuis le redécoupage cantonal de 2014, au canton de Faverges. Il comporte 27 communes dont Alex, Bluffy, La Balme-de-Thuy, Chevaline, Le Bouchet-Mont-Charvin, Les Clefs, Cons-Sainte-Colombe, La Clusaz, Doussard, Entremont, Giez, Dingy-Saint-Clair, Lathuile, Le Grand-Bornand, Marlens, Menthon-Saint-Bernard, Montmin, Saint-Ferréol, Manigod, Saint-Jean-de-Sixt, Seythenex, Talloires, Thônes, Veyrier-du-Lac, Serraval. La ville de Faverges en est le bureau centralisateur.
Les Villards-sur-Thônes sont membres de la communauté de communes des vallées de Thônes qui compte treize communes.
La commune relève de l'arrondissement d'Annecy et de la deuxième circonscription de la Haute-Savoie.

### Liste des maires
| Période                                  | Période   | Identité              | Étiquette | Qualité                                                |
| ---------------------------------------- | --------- | --------------------- | --------- | ------------------------------------------------------ |
| mars 1983                                | mars 1995 | Roger Alvin           | ...       | ...                                                    |
| mars 1995                                | mars 2001 | Paul Vittoz           | ...       | ...                                                    |
| mars 2001                                | En cours  | Gérard Fournier-Bidoz | DVG       | Agriculteur bio Président de la Communauté de communes |
| Les données manquantes sont à compléter. |           |                       |           |                                                        |

## Démographie
Ses habitants sont appelés les Villardins. Le sobriquet des habitants était les Avares, au XIXe siècle.
L'évolution du nombre d'habitants est connue à travers les recensements de la population effectués dans la commune depuis 1793. Pour les communes de moins de 10 000 habitants, une enquête de recensement portant sur toute la population est réalisée tous les cinq ans, les populations de référence des années intermédiaires étant quant à elles estimées par interpolation ou extrapolation. Pour la commune, le premier recensement exhaustif entrant dans le cadre du nouveau dispositif a été réalisé en 2006.

En 2022, la commune comptait 1 121 habitants, en évolution de +5,95 % par rapport à 2016 (Haute-Savoie : +6,01 %, France hors Mayotte : +2,11 %).
| 1793 | 1800 | 1806 | 1822 | 1838 | 1848 | 1858 | 1861 | 1866 |
| ---- | ---- | ---- | ---- | ---- | ---- | ---- | ---- | ---- |
| 724  | 709  | 743  | 781  | 786  | 782  | 682  | 679  | 712  |

| 1872 | 1876 | 1881 | 1886 | 1891 | 1896 | 1901 | 1906 | 1911 |
| ---- | ---- | ---- | ---- | ---- | ---- | ---- | ---- | ---- |
| 721  | 690  | 714  | 728  | 724  | 748  | 801  | 782  | 742  |

| 1921 | 1926 | 1931 | 1936 | 1946 | 1954 | 1962 | 1968 | 1975 |
| ---- | ---- | ---- | ---- | ---- | ---- | ---- | ---- | ---- |
| 684  | 640  | 613  | 563  | 563  | 536  | 568  | 540  | 588  |

| 1982 | 1990 | 1999 | 2006 | 2011  | 2016  | 2021  | 2022  | - |
| ---- | ---- | ---- | ---- | ----- | ----- | ----- | ----- | - |
| 671  | 701  | 899  | 978  | 1 019 | 1 058 | 1 105 | 1 121 | - |

## Lieux et monuments
- Église Saint-Laurent des Villards-sur-Thônes, équipée depuis 2013 d'un orgue, fabriqué en 45 ans, sur un plan classique de 1720 par Louis Mermillod.
- Mont Lachat

## Fêtes
- Fête de la Saint-Laurent.

## Personnalités liées à la commune
- André Dupont, alias Aguigui Mouna (1911-1999), dont la mère Adélaïde Brisgand était originaire de la commune et où il venait souvent.